# ISO 3166-2:BY
ISO 3166-2:BY és el subconjunt per a Belarús de l'estàndard ISO 3166-2, publicat per l'Organització Internacional per Estandardització (ISO) que defineix els codis de les principals subdivisions administratives.
Actualment per a Belarús l'estàndard ISO 3166-2 està format per 6 províncies (voblast) i 1 ciutat. La ciutat de Minsk és la capital de l'estat i posseeix un status especial equivalent a un província.
Cada codi es compon de dues parts, separades per un guió. La primera part és BY, el codi ISO 3166-1 alfa-2 per a Belarús. La segona part són dues lletres.

## Codis actuals
Els noms de les subdivisions estan llistades segons l'ISO 3166-2 publicat per la "ISO 3166 Maintenance Agency" (ISO 3166/MA).
Els codis ISO 639-1 són utilitzats per representar els noms de les subdivisions en les llengües oficials següents:
- (be): Belarús — Sistema de romanització: BGN/PCGN 1979, GOST 1983
- (ru): Rus — Sistema de romanització: BGN/PCGN 1947, GOST 1983

| Codi  | Nom de la subdivisió (be) (BGN/PCGN) | Nom de la subdivisió (be) (GOST) | Nom de la subdivisió (ru) (BGN/PCGN) | Nom de la subdivisió (ru) (GOST) | Nom de la subdivisió (ca) | Categoria de subdivisió |
| ----- | ------------------------------------ | -------------------------------- | ------------------------------------ | -------------------------------- | ------------------------- | ----------------------- |
| BY-BR | Brestskaya voblasts'                 | Bresckaja voblasć                | Brestskaya oblast'                   | Brestskaja oblast'               | Província de Brest        | Oblast                  |
| BY-HO | Homyel kaya voblasts'                | Homieĺskaja voblasć              | Gomel kaya oblast'                   | Gomel kaja oblast'               | Província de Hòmiel       | Oblast                  |
| BY-HR | Hrodzenskaya voblasts'               | Hrodzienskaja voblasć            | Grodnenskaya oblast'                 | Grodnenskaja oblast'             | Província de Hrodna       | Oblast                  |
| BY-MA | Mahilyowskaya voblasts'              | Mahilioŭskaja voblasć            | Mogilevskaya oblast'                 | Mogilevskaja oblast'             | Província de Mahiliou     | Oblast                  |
| BY-MI | Minskaya voblasts'                   | Minskaja voblasć                 | Minskaya oblast'                     | Minskaja oblast'                 | Província de Minsk        | Oblast                  |
| BY-VI | Vitsyebskaya voblasts'               | Viciebskaja voblasć              | Vitebskaya oblast'                   | Vitebskaja oblast'               | Província de Vítsiebsk    | Oblast                  |
| BY-HM | Horad Minsk                          | Horad Minsk                      | Gorod Minsk                          | Gorod Minsk                      | Ciutat de Minsk           | Ciutat                  |

1. ↑  El nom en català no és inclòs a l'estàndard ISO 3166-2.